# Live-Tracking
Live-Tracking ist eine spezielle Form des GNSS-Trackings, bei dem die Geopositionen, die in Längen- und Breitengraden angegeben werden, nicht wie bei einem Datenlogger gespeichert und später via PC über eine USB-Schnittstelle ausgelesen, sondern direkt in einer Applikation verarbeitet und angezeigt werden. Der Vorteil des Live-Trackings liegt in der verzögerungsfreien Anzeige der Trackpunkte beziehungsweise einer Route.

## Hardwarevoraussetzungen
Der GNSS-Empfänger muss dafür über ein GSM-Modul mit SIM-Karte verfügen, das die Daten in Echtzeit an das Portal weiterleitet, in dem sie dann aktuell verfügbar sind. Außer mit speziellen GNSS-Trackern kann Live-Tracking auch mit Smartphone-Apps durchgeführt werden.

## Telefonie
Manche Geräte verfügen zusätzlich über Mikrofone und Lautsprecher, sodass das Gerät oder der Nutzer anrufen oder angerufen werden kann und das GNSS-Gerät als Mobiltelefon genutzt werden kann. Als Einschränkung ist zu nennen, dass im Voraus die betreffenden Rufnummern über die Konfiguration des Gerätes eingegeben werden müssen. In der Regel sind maximal bis zu drei Rufnummern im Voraus konfigurierbar.  

## Einsatzgebiete
Diese Form von GNSS-Tracking kann etwa zur Routenoptimierung oder Umleitung von Fahrzeugen, zum Diebstahlschutz von Gegenständen und zur Absicherung oder zum Auffinden von Personen in Notsituationen genutzt werden. Spezielle Geräte sind inzwischen so klein, dass sie sogar zur Observation eingesetzt werden können. Zunehmend wird Live-Tracking auch bei Sportveranstaltungen wie z. B. Gleitschirm-Streckenflugwettbewerben und von Freizeitsportlern (Mountainbiker, Gleitschirmpiloten, …) eingesetzt.
In Ungarn wird seit dem 1. Juli 2013 eine streckenabhängige elektronische Maut erhoben (Maut in Ungarn). Mithilfe von GNSS-Trackern wird hierbei die gefahrene Strecke ermittelt und vom Mautmanager (z. B. GPS-ART Kft) ausgewertet und dem Betreiber Állami Autópálya Kezelő Zrt weitergeleitet, damit dieser die Gebühren einziehen kann.

## Kommunikation und Kosten
Das Live-Tracking verursacht im Gegensatz zum herkömmlichen Tracking mit Datenloggern Kosten. Das Gerät kommuniziert entweder über UDP oder SMS mit dem Server, auf dem die Anwendung (Portal) läuft. Für die optimale Verwendung wird eine Prepaid-Karte oder ein Vertrag mit einem Datentarif benötigt. In der Regel reicht ein Datenvolumen von 300 MB/Monat für ein durchgängiges Live-Tracking aus. 
Zu den Mobilfunkkosten addieren sich in der Regel noch Nutzungsentgelte für die Verwendung von GNSS-Ortungsplattformen, die die Daten von Ortungsgeräten analysieren, verarbeiten, verwalten und dokumentieren. Diese Nutzungsentgelte schwanken stark je nach gewähltem Anbieter. Eine Alternative sind kostenfreie GNSS-Ortungsportale. Bestehen datenschutz- oder sicherheitsrelevante Bedenken, so besteht auch die Möglichkeit, Open-Source-Plattformen zu installieren. Jedoch besteht hier ein zusätzlicher Arbeits- und Zeitaufwand in Hinblick auf Wartung und Administration solcher Systeme. Da sich ein solcher Server in der Regel im Dauerbetrieb (24/7) befindet, spielen hier auch Energiekosten eine erhebliche Rolle.
Es gibt auch die Möglichkeit, die aktuelle Position nur im Bedarfsfall mittels SMS-Aufforderung abzufragen. Die Antwort kommt dann als SMS mit den Koordinaten. Dafür fallen nur die Kosten für die einzelnen SMS an.